# Adel Djerrar
Adel Djerrar, né le 3 mars 1990 à Boumerdès, est un footballeur algérien qui évolue poste de milieu de terrain à le NA Hussein Dey.

## Biographie
Né à Boumerdès le 3 mars 1990, Adel Djerrar joue à CA Bordj Bou Arreridj avant de rejoindre RC Relizane.  En juin 2016, Abel Djerrar rejoint la JS Kabylie pour une durée de deux ans.
Avec la JS Kabylie, il dispute la finale de la Coupe d'Algérie en 2018. Titulaire lors de cette finale, il inscrit un but, ce qui s'avère malgré tout insuffisant pour remporter le match, perdu 2 à 1 face à l'USM Bel Abbès. En juin de la même année, il rejoint le club de CR Belouizdad.

## Palmarès
- Champion d'Algérie en 2020, 2021 et 2022 avec le CR Belouizdad.
- Champion de D2 en 2012 avec le CA Bordj Bou Arreridj.
- Vainqueur de la Coupe d'Algérie en 2019 avec le CR Belouizdad.
- Finaliste de la Coupe d'Algérie en 2018 avec la JS Kabylie.